# Buccinum ochotense
Buccinum ochotense är en snäckart som först beskrevs av Middendorff 1848.  Buccinum ochotense ingår i släktet Buccinum och familjen valthornssnäckor. Inga underarter finns listade i Catalogue of Life.